# James Q. Wilson
James Quinn Wilson (* 27. Mai 1931 in Denver, Colorado; † 2. März 2012 in Boston, Massachusetts) war ein amerikanischer Politikwissenschaftler. Bekanntheit verdankt er u. a. der Broken-Windows-Theorie zur Dynamik der Ausbreitung von Kriminalität, die er in den 1980er Jahren gemeinsam mit George L. Kelling entwickelt hat. Der damalige Präsident George W. Bush ehrte Wilson 2003 mit einer der beiden höchsten zivilen Auszeichnungen des Landes, der Presidential Medal of Freedom.

## Leben und Werk
James Q. Wilson wuchs in Long Beach, Kalifornien auf, wo er öffentliche Schulen besucht hat. Bis 1952 studierte er an der University of Redlands, leistete dann Militärdienst in der United States Navy (1952‒1955) und studierte anschließend an der University of Chicago, wo er im Fach Politikwissenschaft 1957 einen Master und 1959 einen Ph.D. erlangte. Von 1961 bis 1987 lehrte er an der Harvard University, von 1985 bis 1997 an der University of California, Los Angeles und danach an der Pepperdine University.
Zu den zentralen Forschungsgebieten Wilsons zählte das Verhalten von Polizisten und Gesetzesbrechern. Großen Einfluss erlangte seine Theorie, nach der Polizisten effizienter zur Bekämpfung von Kriminalität beitragen, wenn sie nicht in erster Linie Täter zu jagen versuchen, sondern in dem Sinne präventiv arbeiten, dass sie in Stadtteilen, die von der Verwahrlosung bedroht sind, proto-kriminelles Verhalten wie z. B. den offenen Drogenhandel, Graffiti und Beförderungserschleichung unterbinden. In den 1990er Jahren hat der New Yorker Bürgermeister Rudy Giuliani diese Überlegungen in seiner Stadt mit Erfolg in die Praxis umgesetzt.
Neben seiner Forschungs- und Lehrtätigkeit und dem Schreiben und Herausgeben von Fachbüchern war Wilson als Berater in zahlreichen politischen Gremien tätig. 1966 war er Chairman der White House Task Force on Crime, 1972‒1973 Chairman der National Advisory Commission on Drug Abuse Prevention, 1981 gehörte er der Attorney General's Task Force on Violent Crime, 1985‒1991 dem President's Foreign Intelligence Advisory Board, 1971‒1993 dem Board of Directors der Washingtoner Police Foundation und danach dem President’s Council on Bioethics an. Ebenso war er in Think Tanks und in der Wirtschaft tätig, etwa als Mitglied und Chairman des Board of Academic Advisers des American Enterprise Institute (seit 1976) und im Board of Directors der State Farm Insurance Companies und der RAND Corporation. Zu den wissenschaftlichen Körperschaften, denen Wilson angehörte, zählen die American Political Science Association, der er 1991/92 als Präsident vorstand, die American Academy of Arts and Sciences (1966) und die American Philosophical Society (1984).
Mit seiner Frau Roberta, geb. Evans, hatte er zwei Kinder und veröffentlichte mit ihr gemeinsam ein Buch über Meeresfische. Wilson lebte viele Jahre in Malibu, Kalifornien und verstarb 2012 an den Folgen einer Leukämie-Erkrankung.

## Publikationen
Herausgeber
- Crime and Public Policy, Transaction Publishers, 1983, ISBN 0-917616-51-0
- mit Joan Petersilia: Crime, Ics, 1995, ISBN 1-55815-417-5
- mit Peter Schuck: Understanding America: The Anatomy of an Exceptional Nation, Public Affairs, 2009, ISBN 1-58648-695-0 (erstmals 2008)

Autor
- Negro Politics: The Search for Leadership (1960)
- mit Edward C. Banfield: City Politics (1963)
- The Amateur Democrat: Club Politics in Three Cities ‒ New York, Chicago, Los Angeles (1966)
- Varieties of Police Behavior: The Management of Law and Order in Eight Communities (1968)
- Political Organizations, Princeton University Press, 1995, ISBN 0-691-04385-X (erstmals 1973)
- Thinking About Crime, Vintage, 1985, ISBN 0-394-72917-X (erstmals 1975)
- The Investigators: Managing FBI and Narcotics Agents, Basic Books, 1978, ISBN 0-465-03589-2
- The Politics of Regulation, Basic Books, 1982, ISBN 0-465-05968-6 (erstmals 1980)
- mit Roberta Wilson: Watching Fishes: Life and Behavior on Coral Reefs (1985)
- mit Richard Herrnstein: Crime and Human Nature: The Definitive Study of the Causes of Crime , Free Press, 1998, ISBN 0-684-85266-7 (erstmals 1985)
- mit John J. DiIulio, Jr.: American Government: Institutions and Policies, Houghton Mifflin, 10. Auflage 2005, ISBN 0-618-55662-1 (erstmals 1986; eingeschränkte Online-Version in der Google-Buchsuche-USA)
- mit David P. Farrington, Lloyd E. Ohlin: Understanding and Controlling Crime: Toward a New Research Strategy, Springer, 1986, ISBN 0-387-96298-0
- Bureaucracy: What Government Agencies Do And Why They Do It, Basic Books, 1991, ISBN 0-465-00785-6 (erstmals 1989; eingeschränkte Online-Version in der Google-Buchsuche-USA)
- On Character: Essays by James Q. Wilson, American Enterprise Institute Press, 1995, ISBN 0-8447-3787-9 (erstmals 1991; eingeschränkte Online-Version in der Google-Buchsuche-USA)
- The Moral Sense, Free Press, 1997, ISBN 0-684-83332-8  (erstmals 1993)
- Moral Judgment: Does the Abuse Excuse Threaten Our Legal System?, Basic Books, 1998, ISBN 0-465-04733-5 (erstmals 1997)
- mit Leon R. Kass: The Ethics of Human Cloning, American Enterprise Institute Press, 1998, ISBN 0-8447-4050-0 (eingeschränkte Online-Version in der Google-Buchsuche-USA)
- Moral Intuitions, Transaction Publishers, 2000, ISBN 0-7658-0631-2 (eingeschränkte Online-Version in der Google-Buchsuche-USA)
- The Marriage Problem: How Our Culture Damages Families (2002)
- American Politics, Then and Now: And Other Essays, American Enterprise Institute Press, 2010, ISBN 0-8447-4319-4 (eingeschränkte Online-Version in der Google-Buchsuche-USA)

## Auszeichnungen
- 1990 ‒ James Madison Award der American Political Science Association
- 1994 ‒ John Gaus Award
- 2003 ‒ Presidential Medal of Freedom